# 臺北市士林區公所
士林區公所是中華民國臺北市政府在士林區的派出機關。現任區長是洪進達。

## 組織架構
隸屬於臺北市政府，置區長、副區長及主任秘書各1人，設下列各課、室，分別掌理各項業務及臺北市政府授權事項，預算員額152人。